# Malak Hifni Nasif
Malak Ḥifnī Nāṣif, il cui pseudonimo fu Bāḥithat al-Bādiya - in arabo  باحثة الباديه ‎?, ossia "La ricercatrice del deserto" - (in arabo ملك حفني ناصف‎?; Il Cairo, 25 dicembre 1886 – Il Cairo, 17 ottobre 1918), è stata una femminista egiziana.

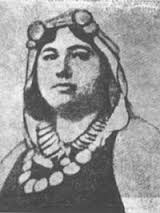
Malak Ḥifnī Nāṣif

Contribuì in maniera sensibile alla promozione della causa dei diritti della donna, sottolineando il fatto che, a suo parere, le aspirazioni e i valori delle donne in Egitto non erano necessariamente i medesimi delle donne in Occidente.

## Biografia
Malak nacque in una famiglia della classe media egiziana. Sua madre era Saniyya ʿAbd al-Karīm Jalāl e suo padre Ḥifnī Bey Nāṣif, un avvocato sostenitore del riformista di Muḥammad ʿAbduh. Suo padre la incoraggiò allo studio e le insegnò la lingua araba classica e la storia della cultura araba.
Ebbe la possibilità di proseguire i suoi studi nel Collège Saniyya per la formazione degli insegnanti, in cui ottenne il diploma nel 1903.
Insegnò in seguito nella scuola elementare per due anni. Nel 1907 fu obbligata a lasciare l'insegnamento quando sposò lo Shaykh ʿAbd al-Sattār al-Bāsil Pascià, capo della tribù libica dei Banū al-Rimāḥ in Fayyūm: all'epoca infatti la legge egiziana vietava alle donne d'insegnare se sposate. Fu costretta a seguire il marito a Madīnat al-Fayyūm, nel deserto del Sahara a ovest del Cairo, e cominciò allora a scrivere sotto lo pseudonimo di "Bāḥithat al-Bādiya" (La ricercatrice del deserto). Fu lì che scoprì che suo marito aveva già una donna e un figlio.
La sua situazione la portò a scrivere sulla condizione delle donne in Egitto. Strinse legami epistolari con altri scrittori e amici, come Mayy Ziyade e Qasim Amin.. Rimase nondimeno con il marito al-Bāsil per 11 anni, fino alla sua morte.
Tra le sue azioni più rilevanti si ricorda la presentazione nel 1911 all'Assemblea legislativa egiziana, di un programma in 10 punti finalizzato al miglioramento della condizione femminile. 
I primi cinque punti della sua esposizione erano consacrati all'istruzione: istruzione elementare obbligatoria, formazione all'igiene, al pronto soccorso, all'economia domestica, alle cure infermieristiche e alle attività collegate all'insegnamento, oltre che all'accesso gratuito per le donne agli studi superiori. I restanti cinque punti riguardavano temi quali l'età minima del matrimonio o la possibilità di non indossare obbligatoriamente il velo. Benché questo programma fosse ignorato dall'Assemblea, esso ha costituito un importante precedente storico, stante il fatto del tutto inusuale di una donna che presentava un discorso d'impronta femminista a un'assemblea parlamentare.
Morì d'influenza spagnola nel 1918. I suoi funerali furono seguiti da un gran numero di femministe e di membri del governo egiziano.

## La sua opera e le sue idee
Malak visse in Egitto in un periodo assai vivace sotto il profilo intellettuale, in cui emerse un dibattito politico sullo statuto della donna nella società. Tale periodo comprende attori influenti come Hoda Sha'rawi, Qāsim Amīn, Nabawiyya Mūsā, e altri ancora. Nel corso dello stesso periodo, i pensatori nazionalisti s'interrogarono anche sul futuro del Vicino Oriente, schiacciato dal colonialismo occidentale.
Malak cominciò a pubblicare le sue riflessioni sul giornale al-Jarīda (Il giornale), organo del partito politico moderato Umma. Nel 1909, ella pubblicò al-Nisāʾiyyāt (Femminilità), una raccolta d'incontri e di saggi.
La dominante delle idee femministe all'epoca spingeva a una certa qual occidentalizzazione della società. Donne come Hoda Shaʿrawī considerava che togliere il velo, per esempio, era un atto simbolico in sé e che la sua soppressione rappresentava un progresso necessario per acquisire questa libertà delle donne europee. Malak Ḥifnī Nāṣif era, per sua parte, alla ricerca di una via alternativa femminista, che unisse certi punti dell'occidentalizzazione ad altri punti della tradizione araba. Non cercava di adeguarsi sistematicamente a un modello occidentale. I suoi punti di vista rivendicavano del pari per la donna il diritto di mostrarsi pubblicamente con, o senza, velo.
Sul matrimonio, il fatto che suo marito avesse deciso di avere due spose la faceva opporre fortemente alla poligamia. Credeva che la poligamia dovesse finire, che gli uomini e le donne dovessero godere del diritto di divorziare, che l'età per contrarre matrimonio dovesse essere controllata per evitare le unioni precoci e forzate. Ella sosteneva che l'amore dovesse essere la base di tutti i matrimoni.
Vedeva la riforma dell'istruzione come una delle soluzioni più promettenti per risolvere i numerosi problemi con i quali le donne dovevano confrontarsi. Condivideva questa idea con le altre femministe dell'epoca. Si opponeva alla realizzazione di scuole di missionari cristiani nel suo Paese, ed esortò a un maggior controllo del sistema d'istruzione pubblica per creare scuole destinate alle ragazze, con un programma completo di formazione, ivi compresa la storia della cultura egiziana.
Si interessò molto anche al ruolo della madre di famiglia nell'educazione dei figli. Il campo dell'educazione infantile fu uno dei temi per il quale Malak propendeva per una qualche occidentalizzazione, vista come vantaggiosa per la società egiziana, malgrado fosse persuasa dell'importanza dell'educazione islamica per i ragazzi.
Si impegnò infine nel tessere relazioni con organizzazioni femministe di altri Paesi. A tal fine dette vita all'Unione per l'Istruzione delle Donne (in arabo الاتحاد النسائي التهذيبي‎?, al-Ittiḥād al-nisāʾī al-tahdhībī).